# ذا مارشال ماذرز إل بي
ذا مارشال ماثرز هو الألبوم الثالث لمغني الراب إيمينيم، من إنتاج إنترسكوب ريكوردز وشيدي ريكوردز. صدر الألبوم في الولايات المتحدة يوم 23 مايو 2000، وصدر يوم 11 سبتمبر 2000 في بريطانيا، من قبل بوليدور.

## الموسيقى

### المحتوى الغنائي
يحمل الالبوم اسم إمينم الحقيقي وهو مارشُل ماثرز، وتظهر فيه شخصية إمينم الحقيقية أكثر من البوم سليم شيدي ل ب الذي ظهرت فيه شخصيته المظلله. معظم أغاني الألبوم توضح ارتفاعه إلى الشهرة ويهاجم الذين انتقدوا ألبومه الأول. بخلاف البوم سليم شيدي ل ب الذي به العديد من الإشارات إلى اشخاص غامضين. وقد تضمنت مواضيع أخرى مثل حياته العائليه، حيث عاتب فيه امه وزوجته كيم ماثرز.

### الإنتاج
معظم النصف الأول من الالبوم من إنتاج دكتور دري وميل-مان. ومعظم النصف الثاني فهو من إنتاج FBT. اما بالنسبة للالبوم عامة فهو من إنتاج The 45 King

## الترحيب والرفض
خلال الاسبوع الأول فقط بيع من الالبوم عدد 1,760,049 نسخة، حيث أصبح اسرع البوم راب ميبعا في التاريخ، وأيضا تفوق في ذلك على سنوب دوق وبريتني سبيرز حيث حصل على لقب «أعلى المغنيين المنفردين مبيعا خلال أول اسبوع».
و في نهاية سنة 2000 حصل على لقب«ثاني أكثر الالبومات مبيعا خلال السنة»، حيث باع عدد 7.9 مليون نسخة.
اما من إن بدأ الالبوم في البيع حيت الآن فقد حقق بيع عدد 10 ملايين نسخة داخل الولايات المتحدة، بالإضافة إلى بيع عدد 21 مليون نسخة حول العالم.
إما الاحتجاجات فقد وصلت إلى ذروتها عندما رشح الالبوم لاربع جوائز غرامي احداها «أفضل البوم في العام»، وقد اشار المحتجون إلى انه أول البوم راب يرشح في تصنيف اخر.و في مراسم الاحتفال قدم إمينم إغنية ستان مع لاعب البيانو الشهير إلتون جون، في محاولة لإسكات GLAAD والآخرون الذي اتهموا قصائده الغنائية انها كانت عدائية، ومع ذلك لم تغير منظمة GLAAD موقفها العدائي لإيلتون جون، وخسر الألبوم جائزة غرامي لألبوم السنة إلى ستيلي دان.

## روابط خارجية
- ذا مارشال ماذرز إل بي على موقع ميتاكريتيك (الإنجليزية)
- ذا مارشال ماذرز إل بي على موقع الموسوعة البريطانية (الإنجليزية)
- ذا مارشال ماذرز إل بي على موقع أول موفي (الإنجليزية)